# Fissura longitudinalis cerebri

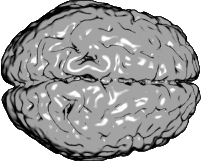
Großhirnhemisphären mit dazwischenliegender Fissura longitudinalis cerebri

Fissura longitudinalis cerebri

Die Fissura longitudinalis cerebri (dt. „Längsspalte des Großhirns“), auch Längsfurche oder Interhemisphärenspalt, ist die Spalte (Fissur), die das Großhirn (Telencephalon) in seine zwei Hälften (Hemisphären) teilt. Sie verläuft auf der Oberseite des Gehirns mittig von vorne nach hinten (sagittal) und erstreckt sich in der Tiefe bis hinab zum Balken (Corpus callosum), der aus den Nervenfasern besteht, die beide Hemisphären verbinden. Der obere Rand der Fissura wird durch die Mantelkante gebildet, die den Übergang von der konvexen äußeren Oberfläche des Gehirns zur inneren planen Oberfläche darstellt. In der Fissura longitudinalis cerebri verläuft eine Ausstülpung der harten Hirnhaut (Dura mater encephali), die Falx cerebri, die dem Gehirn mechanischen Halt gibt. In ihr befindet sich auch ein entlang der Mantelkante verlaufender venöser Abfluss, der Sinus sagittalis superior.